# Керол Емшвіллер
Керол Емшвіллер (англ. Carol Emshwiller; 12 квітня 1921, Енн-Арбор — 2 лютого 2019, Дарем) — американська письменниця-фантастка.
Урсула Ле Гуїн — відома американська письменниця-фантастка і критик — дає такий опис письменниці: «Велика оповідачка, чудова магічна реалістка, одна з найсильніших, найскладніших та найстійкіших феміністичних голосів у фантастиці».

## Біографія
Народилася в Енн-Арборі, штат Мічиган, 12 квітня 1921 року. Протягом багатьох років була одружена з ілюстратором науково-фантастичних творів Едом Емшвіллером (1925—1990). Свою літературну діяльність розпочала в тридцять років. 1955 року світ побачило її перше оповідання «Ця річ, що зветься коханням» (англ. This Thing Called Love). Керол є авторкою шести романів та більш ніж ста оповідань. Серед найвідоміших її науково-фантастичних робіт — «Пес Кармен» (англ. Carmen Dog, 1988) та «Скакун» (англ. The Mount ,2002). Окрім науково-фантастичних романів, вона також написала два ковбойські романи — «Ледойт» (англ. Ledoyt) та «Пагорб пострибуна» (англ. Leaping Man Hill). А 2007 року вийшов її новий роман — «Таємне місто» (англ. The Secret City). Керол Емшвіллер є лауреаткою Премії Філіпа Кіндреда Діка, Премії Неб'юла, а також Всесвітньої премії фентезі: «За заслуги перед жанром». Живе в Нью-Йорку. Вона померла 2 лютого 2019 року в Даремі, штат Північна Кароліна, де жила зі своєю донькою Сьюзен Дженні Коулсон.

## Твори
- Joy in Our Cause: Short Stories (1974) — «Радість нашої справи: оповідання»;
- Carmen Dog (1988) — «Пес Кармен»;
- Verging on the Pertinent (1989) — «На межі з доречністю»;
- The Start of the End of It All (1990) — «Початок і кінець усього»;
- Ledoyt (1995) — «Ледойт»;
- Leaping Man Hill (1999) — «Пагорб пострибуна»;
- Report to the Men's Club and Other Stories (2002) — «Репортаж для чоловічого клубу та інші історії»;
- The Mount (2002) — «Скакун»;
- Mister Boots (2005) — «Містер Бутс»;
- I Live With You (2005) «Я живу з тобою»;
- The Secret City (2007) — «Таємне місто»;
- The Collected Stories of Carol Emshwiller (2011) — «Збірка оповідань Керол Емшвіллер»;
- In The Time Of War & Master Of the Road To Nowhere (2011) — «У часи війни та господар дороги в Нікуди»